# Ельвіо Банкеро
Ельвіо Банкеро (італ. Elvio Banchero, нар. 28 квітня 1904, Алессандрія — пом. 21 січня 1982, Алессандрія) — італійський футболіст, що грав на позиції нападника. По завершенні ігрової кар'єри — футбольний тренер.
Виступав, зокрема, за клуби «Алессандрія», «Дженова 1893» та «Рома», а також національну збірну Італії.

## Клубна кар'єра
Народився 28 квітня 1904 року в місті Алессандрія. Вихованець футбольної школи клубу «Алессандрія». Дорослу футбольну кар'єру розпочав 1921 року в основній команді того ж клубу, в якій провів три сезони, взявши участь у 44 матчах чемпіонату.
Протягом 1924—1925 років захищав кольори команди клубу СПАЛ.
Своєю грою за останню команду знову привернув увагу представників тренерського штабу клубу «Алессандрія», до складу якого повернувся 1925 року. Цього разу відіграв за алессандрійський клуб наступні чотири сезони своєї ігрової кар'єри. Більшість часу, проведеного у складі «Алессандрії», був основним гравцем атакувальної ланки команди. У складі «Алессандрії» був одним з головних бомбардирів команди, маючи середню результативність на рівні 0,57 голу за гру першості.
Влітку 1929 року уклав контракт з клубом «Дженова 1893», у складі якого провів наступні три роки своєї кар'єри гравця. Граючи у складі «Дженови» також здебільшого виходив на поле в основному складі команди і був серед найкращих голеодорів, відзначаючись забитим голом в середньому щонайменше у кожній другій грі чемпіонату.
З 1932 року два сезони захищав кольори команди клубу «Рома», після чого перейшов у «Барі», де провів ще два роки, а у сезоні 1936/37 виступав за рідну «Алессандрію» в статусі граючого тренера.
Завершив професійну ігрову кар'єру у «Пармі», за яку виступав протягом сезону 1937/38 у Серії С також на посаді граючого тренера.

## Виступи за збірну
У складі збірної був учасником футбольного турніру на Олімпійських іграх 1928 року в Амстердамі, на якому команда здобула бронзові нагороди, а Банкеро провів 2 гри і забив 4 голи: один проти Франції і три в матчі за 3-тє місце проти Єгипту.
Згодом у лютому 1931 році зіграв свій третій і останній матч у складі національної збірної Італії в рамках Кубка Центральної Європи проти австрійців.

## Кар'єра тренера
Крім роботи граючим тренером у «Алессандрії» та «Пармі» більше нікого на високому рівне не тренував, лише 1955 року ненадовго очолив нижчоліговий клуб «Дертона», що виступав в регіональній лізі Ломбардії.
Помер 21 січня 1982 року на 78-му році життя у рідному місті Алессандрія.

## Титули і досягнення
- Володар Кубка КОНІ (1):

«Алессандрія»: 1927
- Бронзовий олімпійський призер: 1928

| Дата       | Місто     | Господарі | Результат | Гості   | Турнір                             | Голи | Примітки    |
| ---------- | --------- | --------- | --------- | ------- | ---------------------------------- | ---- | ----------- |
| 29/05/1928 | Амстердам | Франція   | 3 – 4     | Італія  | ОІ 1928 - 1/8 фіналу               | 1    |             |
| 09/06/1928 | Амстердам | Єгипет    | 3 – 11    | Італія  | ОІ 1928 - матч за 3-тє місце       | 3    | '3-є місце' |
| 22/02/1931 | Мілан     | Італія    | 2 – 1     | Австрія | Кубок Центральної Європи 1931—1932 | -    |             |
| Усього     |           | Матчів    | 3         |         | Голів                              | 4    |             |